# Harold Watkinson
Pour les articles homonymes, voir Watkinson.
Harold Arthur Watkinson, 1er vicomte Watkinson, (25 janvier 1910, à Walton on Thames - 19 décembre 1995, à Bosham) est un homme d'affaires britannique et un homme politique du Parti conservateur. Il est ministre des Transports et de l'Aviation civile entre 1955 et 1959 et membre du cabinet comme ministre de la Défense entre 1959 et 1962, lorsqu'il est limogé dans la Nuit des longs couteaux. En 1964, il est anobli en tant que vicomte Watkinson.

## Biographie
Formé au Queen's College de Taunton et au King's College de Londres, Watkinson travaille pour l'entreprise familiale d'ingénierie entre 1929 et 1935 et dans le journalisme technique et d'ingénierie entre 1935 et 1939. Il sert comme lieutenant-commandant dans la Réserve des volontaires de la Marine royale pendant la Seconde Guerre mondiale.
Watkinson est élu député pour la nouvelle circonscription de Woking, Surrey en 1950, occupant le siège jusqu'en 1964. Il est Secrétaire parlementaire privé (PPS) du ministre des Transports et de l'Aviation civile, John Maclay, de 1951 à 1952. Il devient membre du gouvernement sous Winston Churchill en tant que secrétaire parlementaire du ministère du Travail et du Service national en 1952, poste qu'il occupe jusqu'en décembre 1955, lorsqu'il est nommé ministre des Transports et de l'Aviation civile par Anthony Eden, entrant dans le cabinet en janvier 1957,  et y restant lorsqu'il est promu ministre de la Défense sous Harold Macmillan en 1959. Watkinson est l'un des sept ministres limogés en juillet 1962 lors de la Nuit des longs couteaux de Macmillan. Il est nommé conseiller privé en 1955, compagnon d'honneur en 1962, et élevé à la pairie comme vicomte Watkinson, de Woking dans le comté de Surrey, en 1964.
Lord Watkinson est directeur au British Institute of Management ; Président de la Confédération de l'industrie britannique entre 1976 et 1977; et président de Cadbury Schweppes Ltd entre 1969 et 1974.
Watkinson est un grimpeur actif dans sa jeunesse. Il épouse Vera (Peggy) Langmead en 1939 et ils ont deux filles. Lord Watkinson est décédé en décembre 1995, à l'âge de 85 ans, et le titre de vicomte s'éteint.